# 森岡成好
森岡 成好（もりおか しげよし、1948年 - ）は、陶芸家。同じく陶芸家の森岡由利子は妻。

## 経歴
奈良県に生まれる。和歌山県で育ち、現在、伊都郡かつらぎ町天野に窯を構え、南蛮焼締めを中心に、粉引などの制作も行っている。辻清明の灰被りの徳利を見たことが、陶芸を始めたきっかけ。男性的で力強く土の見せる深みと野太さが魅力であり、由利子とともに、土を焼き抜いた向こうに生きる自然性がその作品の本質である。
1974年、天野に築窯。この年、種子島を訪れ南蛮焼締めと出会う。また、沖縄の窯場を訪ねる。1975年から1978年にかけ、北米・中米、東南アジア、台湾、韓国などを訪ね、各地の陶芸を学ぶ。1981年、ニューヨークのアーロン・フェイバー・ギャラリーにて個展、大壺がニューヨーク近代美術館のパーマネントコレクションとして選定される。1982年から1983年にかけ、インドネシア、インド、スリランカなどを訪ねて、陶芸を学ぶ。2010年、石垣島に築窯。
門下に、加地学、上野剛児、三星善業、畠田光枝、市川孝、境知子、中本純也、中本理詠、広瀬寛子などがいる。

## 著書
- 『陶 森岡成好』 京都書院、1993年 ISBN 9784763687661